# ジャック・トラミエル

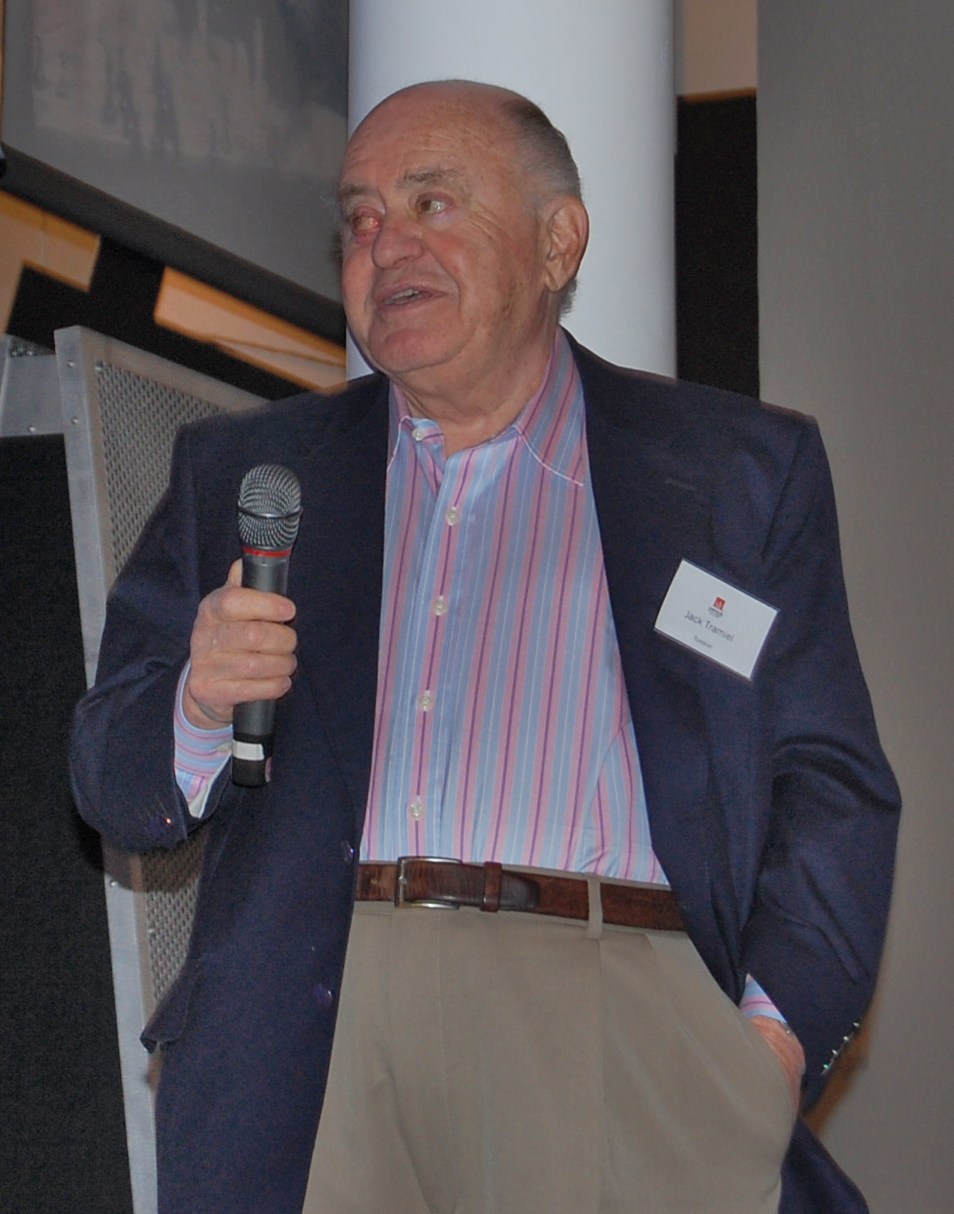
ジャック・トラミエル

ジャック・トラミエル（Jack Tramiel、1928年12月13日 - 2012年4月8日）はアメリカ合衆国の企業家、ホロコースト生還者である。1960年代から1980年代にかけて、コモドールやモステクノロジー、アタリなどの有名コンピューター機器メーカーの社長を務めた。

## 略歴
ポーランドのウッチ出身。幼少期、侵攻したナチス・ドイツによってウッチ・ゲットーからアウシュビッツの強制収容所に両親と共に投獄され、ヨーゼフ・メンゲレ医師の診察を受けたこともある。その後父はハノーファー近郊の強制収容所へ送られてチフスで死去したとされる。終戦後の1947年にアメリカへ移住し、後に米軍兵、タクシー運転手、タイプライター修理工などの経歴を経る。
1958年にカナダのトロント市でタイプライター製造会社コモドール（Commodore Business Machines）を設立。1966年、カナダの投資家であるアービン・グッド（Irving Gould）による資金援助を受け、同社を電卓部品メーカーに転換し、さらに70年代後半からはパーソナルコンピュータの大手メーカーとして急成長をさせた。1976年にコモドールは、ライセンス販売契約にこだわる若きビル・ゲイツを押さえ込み、Microsoft BASICの使用権をたった1万ドルで購入することに成功した。同年には若きスティーブ・ジョブスからアップル売却のオファーを受けたが、トラミエルがわずか10万ドルという提示金額をさらに値切ろうとしたため、破談となった。
コモドール時代の部下だったチャック・ペドル（Chuck Peddle）によると、経営者としてのトラミエルは、ひたすらに破壊的な低価格で商品を次々と投入し、ライバル企業たちを市場から追い出すことに全力を注いでいたという。これは、コモドールがまだ名もないカナダの電卓部品メーカーだった時代に、日本の大手電卓メーカー各社のダンピング攻勢によって廃業寸前にまで追いつめられたという恐怖体験によるもので、後の超低価格パソコン路線もその延長だったらしい。
しかしその一方で、日本人技術者の能力を高く評価し、コモドール日本法人（コモドール・ジャパン株式会社）は部材調達や研究センターとして重用。将来の跡継ぎとして育てていた自身の息子サム・トラミエルを日本法人の社長として派遣したり、日本人社員が中心となって企画としたマックスマシーンやVIC-1001などといった独自製品の販売を許した。
80年代前半のコモドール64の大ヒット、自身の冷徹かつ容赦ない経営スタイルなどもあって、Appleのスティーブ・ジョブスなどと並びパーソナルコンピュータ界の寵児と称された。しかし、1984年にアービン・グッドと経営方針を巡って対立し、コモドールを突如退任。
直後に、いわゆる「アタリショック」の影響で大きく業績が落ち込んだアタリが、家庭用ゲーム機部門の切り離し先を探しており、トラミエルがコモドールへの報復として立ち上げていたトラミエル・テクノロジー社はこれを引き取り、アタリコープと改名。彼が社長となり、Atari STなど競合製品を世に送り出して、業界で大きな話題となる。
引退後の2007年、コモドール64誕生25周年記念の会場で、スティーブ・ウォズニアックと初めての対面を果たした。
2012年4月8日、死去。83歳没。